# Euploea klugii
Euploea klugii is een vlinder uit de familie Nymphalidae, onderfamilie Danainae.
De wetenschappelijke naam van de soort is voor het eerst geldig gepubliceerd in 1858 door Frederic Moore.